# 空中配線

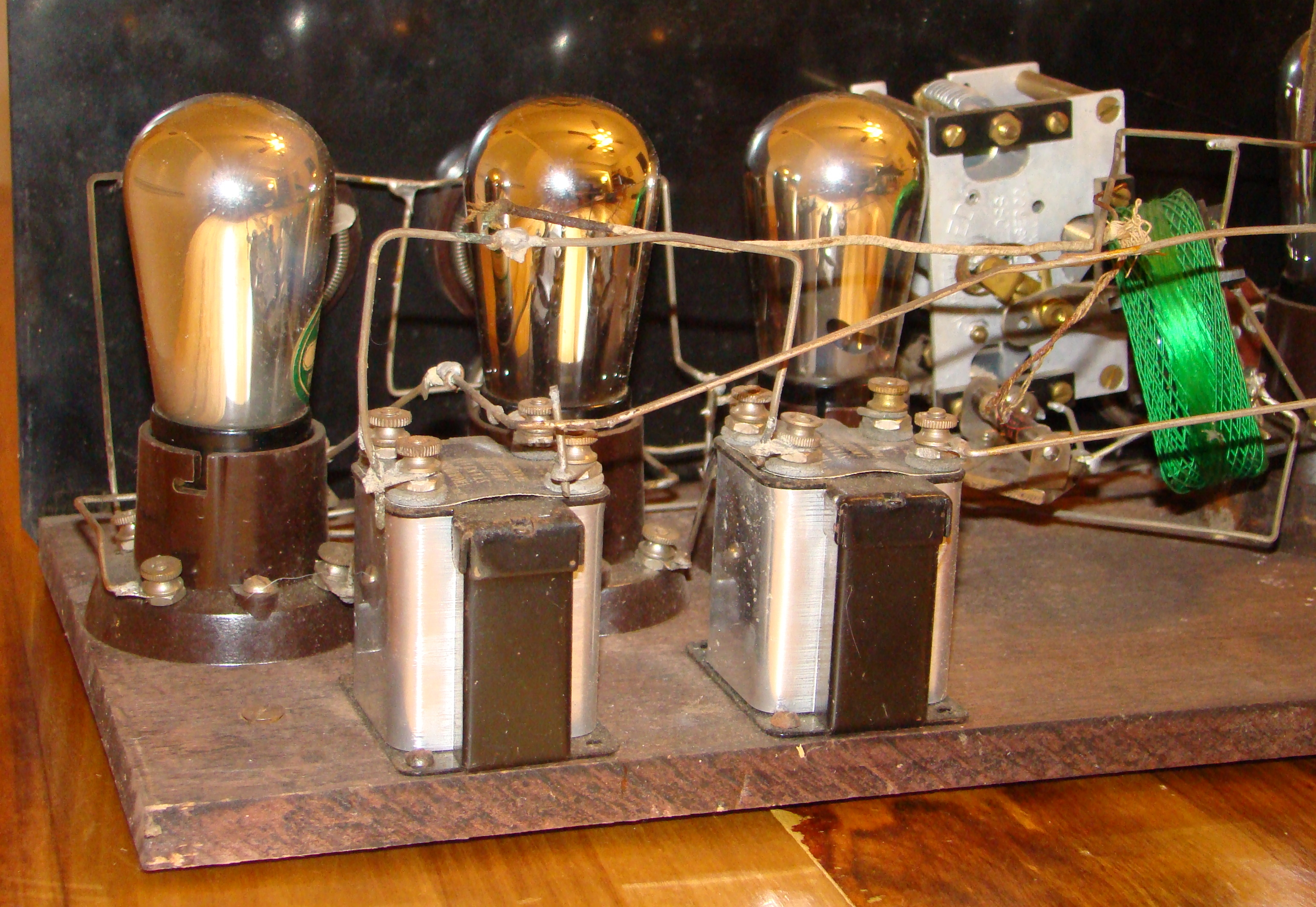
空中配線されたTRFラジオ（1920年頃）

空中配線（くうちゅうはいせん、英語：Point-to-point construction）とは、電気部品同士をリード線で接続して電気回路を構成する配線技法のこと。
プリント基板技術が登場してからは一般的には利用されなくなったが、試作電子回路の製作やパワーエレクトロニクスの分野、プリント基板表面の微小漏洩電流をも嫌う分野などでは現在でも利用される技法である。